# Liu Yunfei
Liu Yunfei (en chino tradicional, 劉雲飛; en chino simplificado, 刘云飞; pinyin, Liú Yúnfēi; Tianjin, China; 8 de mayo de 1979) es un futbolista de China que juega en la posición de guardameta y que actualmente milita en el Shaanxi Warriors Beyond de la Segunda Liga China.

## Carrera

### Club
| Periodo   | Club                    |
| --------- | ----------------------- |
| 1999–2005 | Tianjin Teda            |
| 2006–2007 | Shanghai Shenhua        |
| 2021-     | Shaanxi Warriors Beyond |

### Selección nacional
Debutó con China el 15 de febrero de 2002 en el empate 0-0 ante Eslovenia en un partido amistoso. Jugó 27 partidos con la selección nacional hasta 2005 y participó en la Copa Asiática 2004.

## Logros
- Guardameta del Año de la Liga Jia-A en 2001.